# Andrea Moda Formula
Andrea Moda Formula foi uma equipe de Fórmula 1 fundada em 1992 pelo empresário italiano Andrea Sassetti, que adquiriu os bens da extinta equipe Coloni.
É considerada por muitos a pior escuderia da história da Fórmula 1, pois causou uma série de incidentes que renderam uma das mais folclóricas aventuras da história da categoria.

## O começo
A Coloni, que disputava a Fórmula 1 desde 1987, encontrava-se em grave crise financeira e não conseguiu se classificar para nenhuma prova das temporadas de 1990 e 1991. Para piorar, Enzo Coloni abandona a equipe. Nos momentos finais de 1991, algo interessante aconteceria.
Durante o GP da Espanha, foi anunciada a compra da Coloni. O comprador seria revelado depois: era Andrea Sassetti, um milionário italiano que atuava na indústria de moda. Para divulgar o anúncio da compra da Coloni, mandou fazer cartazes com a foto de uma saxofonista nua. O time recebeu o nome de uma de suas empresas (a fabricante de sapatos Andrea Moda) e partiu para a temporada de 1992, usando o carro da extinta escuderia, que seria equipado com motores Judd.
Em dezembro do mesmo ano, Sassetti contrataria ainda outro italiano para pilotar o primeiro carro, e o escolhido foi Alex Caffi (ex-Scuderia Italia e Footwork). Com a mudança de regulamento, um segundo carro foi inscrito pela equipe, que surpreendeu ao contratar Enrico Bertaggia, com passagem pela mesma Coloni em 1989, sem largar em nenhuma corrida.

### Estreia
Logo na primeira corrida, na África do Sul, Sassetti envolveu-se numa controvérsia: a FIA ordenou que ele pagasse as garantias que as equipes novas precisavam para estrear. O empresário protestou, dizendo que a Andrea Moda era a Coloni rebatizada, e ainda a seu favor, outras equipes também mudaram de nome (citando os casos de March e Larrousse) e não pagaram a quantia (cerca de US$ 100 mil, na época). A equipe participou dos treinos de reconhecimentos do circuito de Kyalami, na quinta-feira, mas não da pré-qualificação, ocorrido no dia seguinte - a FIA decidiu que a Moda era uma equipe nova e a excluiu. Sassetti, a contragosto, pagou os US$ 100 mil exigidos. Para o próximo GP, no México, a equipe decidiu reconstruir o carro (renomeado de Moda S921), contando com os desenhos de Nick Wirth, e de mecânicos de outros times. Mesmo com o carro pronto às pressas, a equipe desistiu de participar da corrida, e os profissionais contratados (incluindo Bertaggia e Caffi) acabaram demitidos.
Para os lugares de Bertaggia e Caffi, Sassetti contratou o brasileiro Roberto Moreno (especialista em pilotar carros que não correspondiam às expectativas) e o britânico Perry McCarthy (que mais tarde ficaria conhecido como o Stig, o misterioso piloto de testes do programa Top Gear, da BBC). Na chegada ao Brasil, as confusões continuaram: McCarthy teve a superlicença negada e Moreno não conseguiu fazer o carro passar da pré-qualificação. Na Espanha, todos acreditavam que a equipe melhoraria, porém uma bizarrice entrou em cena. Enquanto o britânico lutava para ter a superlicença de volta, Enrico Bertaggia pretendia voltar à equipe e ligou para Sassetti, oferecendo um milhão de dólares para substituir McCarthy. O empresário aceitou a proposta e anunciou que o compatriota era novamente piloto da Andrea Moda a partir da etapa de Barcelona. Porém, a FIA voltou a entrar em cena e impediu a substituição, alegando que o time fizera as duas trocas permitidas. Revoltado, Sassetti jogou a culpa em McCarthy pelo ocorrido e passou a esnobá-lo na equipe, como retaliação.
Enquanto Moreno enfrentou problemas com o motor na pré-qualificação, McCarthy (que recuperou a superlicença) passou por um problema insólito: depois de seu carro ter sido montado às pressas para a pré-qualificação, o motor quebra inexplicavelmente, apenas 18 metros depois de sair da garagem. Mesmo que Moreno conseguisse usar o carro do britânico para outra tentativa, uma eventual passagem ao treino classificatório era praticamente impossível.

### A classificação para o GP de Monte Carlo
Depois de mais um final de semana "normal" em Ímola, veio o GP de Mônaco, nas ruas de Monte Carlo. E a Moda consegue, pela primeira vez, passar da pré-qualificação e ainda conseguiu lugar no grid de largada. O autor da façanha foi Roberto Moreno, que colocou o carro #34 em 26º e último posto no grid (chegou a ficar em 20º no primeiro treino classificatório e ser ovacionado por todos ao voltar para os boxes). No dia da corrida, o brasileiro chegou a estar em 19º lugar com os abandonos de outros pilotos, porém o carro deu apenas 11 voltas, com problemas no motor. Estas seriam as primeiras (e únicas) 11 voltas de um Andrea Moda numa corrida de F-1. Já McCarthy foi eliminado na pré-qualificação após completar o percurso com o inacreditável tempo de 17:05.924 (que equivaleria a uma velocidade média de cerca de 11 quilômetros por hora).

### Volta à "normalidade"
A façanha em Monte Carlo fez com que alguns patrocinadores aparecessem na Andrea Moda, mas o destino conspira novamente contra a equipe de Sassetti: uma discoteca pertencente ao empresário pegou fogo, e ao tentar sair, sofreu um atentado, do qual conseguiu escapar ileso. Quando voltou ao Canadá, outro fato inusitado aconteceu: os carros estavam no circuito de Montreal, mas os motores não. O motivo: uma tempestade que adiou vários voos, inclusive o dos motores Judd. O time conseguiu arranjar um motor emprestado da tradicional equipe Brabham para Moreno, mas o feito no GP anterior esteve longe de ser repetido.
Na França, mais um obstáculo bizarro atrapalhava o time: uma greve de caminhoneiros parava as estradas do país, impedindo que as equipes pudessem chegar a Magny-Cours. Enquanto as outras equipes usavam caminhos alternativos, o caminhão da Moda ficou preso na estrada, e nem conseguiu entrar no circuito. Frustrados com o atraso, os patrocínios minguariam. O dinheiro começava a ficar escasso, e Sassetti decidiu oferecer ajuda praticamente exclusiva a Moreno. Sem patrocinadores, a Moda esteve presente no GP da Inglaterra, e novamente envolta em um episódio inusitado: os dois carros usaram o mesmo jogo de pneus de chuva (Moreno utilizou quando a pista estava realmente molhada). McCarthy usou os compostos para chuva mesmo com a pista seca e, mesmo saindo da pista várias vezes, marcou tempo - insuficiente, no entanto, para superar a pré-classificação.
Para o GP da Alemanha em Hockenheim, McCarthy perdeu a sessão pois não compareceu à pesagem dos carros, e Moreno quase chegou nos 4 primeiros minutos da pré-qualificação (que iam à qualificação propriamente dita). A relação entre o britânico e Sassetti, que já era ruim, azedou quando McCarthy, por ordem do empresário, saiu a apenas 45 segundos do encerramento da pré-qualificação do GP da Hungria, sem chance de tempo. A ausência de Eric van de Poele garantiu a Moreno a passagem dele ao treino classificatório, mas ele ficou na última posição entre os 30 participantes.
Preocupada com as atitudes de Sassetti contra McCarthy, a FIA deu um ultimato à Andrea Moda: ou dava um carro em boas condições para o britânico, ou seria excluída do campeonato.

### Expulsão da Moda por "má-reputação ao esporte"
Na Bélgica, uma esperança para a Moda: a Brabham encerrava suas atividades na Fórmula 1, extinguindo assim as sessões de pré-qualificação (pois já não havia mais de 30 carros competindo) e garantindo a participação dos 2 carros no treino classificatório. Um grave acidente sofrido pelo francês Érik Comas, da Ligier (o mesmo no qual Ayrton Senna o socorrera), possibilitaria a Moreno uma expectativa de classificação, porém o brasileiro faz um tempo 14 segundos e 551 milésimos mais lento que o tempo da pole-position de Nigel Mansell. Já McCarthy quase protagonizou uma tragédia: após a suspensão (retirada do carro do brasileiro e instalada no #35) quebrar, seu carro escapa na Eau Rouge e, milagrosamente, volta para a pista. O britânico ficaria ainda com o último tempo, dez segundos atrás de Moreno.
Se não bastassem os problemas em Spa, veio a pá de cal sobre a escuderia: Sassetti, acusado de emitir notas falsas, é preso pela polícia da Bélgica juntamente com Sergio Zago, diretor da equipe. Foi o suficiente para a FIA cassar o registro da Andrea Moda e excluí-la do campeonato, alegando que "trazia má-reputação ao esporte". Sassetti ainda obteve uma liminar para tentar disputar o GP da Itália apenas com Moreno, uma vez que McCarthy pediu demissão ao saber do problema de suspensão em seu carro. A organização da prova barrou a entrada do caminhão da Moda nas dependências do Monza, e Sassetti chamou a Polícia, que liberou a entrada do time às 11:30 da manhã, quando o primeiro treino livre já tinha se encerrado.
Às três horas da tarde (quando o primeiro treino oficial estava em andamento), o juiz que concedeu a liminar para Sassetti barrou a participação da Moda e ainda cassou a decisão que favorecera o empresário. Foi o golpe definitivo contra a escuderia, que encerrou suas atividades no mesmo ano.

## Uma substituta que não entrou na F-1
Em 1993, uma equipe iria substituir a Moda no grid daquele ano: a Bravo F1, fundada pelo ex-piloto Adrián Campos, utilizaria o S921, e também correria com motores Judd, mas acabou naufragando em novembro de 1992 antes de estrear.
Os pilotos candidatos a pilotarem para a nova equipe seriam os espanhois Jordi Gené (irmão de Marc Gené) e Ivan Árias e os italianos Nicola Larini e Luca Badoer. Mas o projeto foi por água abaixo depois que seu principal investidor, o francês Jean-Pierre Mosnier, morreu vítima de câncer.

## Carros da Andrea Moda
| Ano  | Nome oficial        | Chassi      | Modelo | Motor           | Pneus    | Combustível (fornecedor) | Patrocinador Principal | Nº do carro      | Pilotos        | Classificação de Pilotos          | Classificação de Construtores |
| ---- | ------------------- | ----------- | ------ | --------------- | -------- | ------------------------ | ---------------------- | ---------------- | -------------- | --------------------------------- | ----------------------------- |
| 1992 | Andrea Moda Formula | Andrea Moda | C4B    | Judd GV 3.5 V10 | Goodyear | Agip                     |                        | 34               | Alex Caffi     | NC (34º) Moreno NC (36º) McCarthy | NC (nenhum ponto)             |
| 1992 | Andrea Moda Formula | Andrea Moda | C4B    | Judd GV 3.5 V10 | Goodyear | Agip                     | 35                     | Enrico Bertaggia |                | NC (34º) Moreno NC (36º) McCarthy | NC (nenhum ponto)             |
| 1992 | Andrea Moda Formula | Andrea Moda | S921   | Judd GV 3.5 V10 | Goodyear | Agip                     | Ellesse Tinnea Urbis   | 34               | Roberto Moreno | NC (34º) Moreno NC (36º) McCarthy | NC (nenhum ponto)             |
| 1992 | Andrea Moda Formula | Andrea Moda | S921   | Judd GV 3.5 V10 | Goodyear | Agip                     | Ellesse Tinnea Urbis   | 35               | Perry McCarthy | NC (34º) Moreno NC (36º) McCarthy | NC (nenhum ponto)             |

## Resultados
(legenda)
| Ano  | Chassi | Motor       | N° | Pilotos          | 1     | 2     | 3     | 4     | 5     | 6     | 7     | 8     | 9     | 10    | 11    | 12   | 13  | 14  | 15  | 16  | Pontos | Posição |
| ---- | ------ | ----------- | -- | ---------------- | ----- | ----- | ----- | ----- | ----- | ----- | ----- | ----- | ----- | ----- | ----- | ---- | --- | --- | --- | --- | ------ | ------- |
| Ano  | Chassi | Motor       | N° | Pilotos          | RSA   | MEX   | BRA   | ESP   | SMR   | MON   | CAN   | FRA   | GBR   | GER   | HUN   | BEL  | ITA | POR | JPN | AUS | Pontos | Posição |
| 1992 | C4B    | Judd GV V10 | 34 | Alex Caffi       | EXC G | DNP G |       |       |       |       |       |       |       |       |       |      |     |     |     |     | 0      | NC      |
| 1992 | C4B    | Judd GV V10 | 35 | Enrico Bertaggia | EXC G | DNP G |       |       |       |       |       |       |       |       |       |      |     |     |     |     | 0      | NC      |
| 1992 | S921   | Judd GV V10 | 34 | Roberto Moreno   |       |       | NPQ G | NPQ G | NPQ G | Ret G | NPQ G | DNA G | NPQ G | NPQ G | NQ G  | NQ G |     |     |     |     | 0      | NC      |
| 1992 | S921   | Judd GV V10 | 35 | Perry McCarthy   |       |       | EXC G | NPQ G | NPQ G | NPQ G | NPQ G | DNA G | NPQ G | EXC G | NPQ G | NQ G |     |     |     |     | 0      | NC      |